# Fernando Botero Zea
Fernando Botero Zea (Cidade do México, 23 de agosto de 1956)  é um empresário colombiano-mexicano e político liberal conhecido principalmente por ter servido como Ministro da Defesa da Colômbia e também por ser um importante empresário, baseado na Cidade do México. É filho do pintor e escultor colombiano Fernando Botero e da gestora cultural Gloria Zea.

## Origem e formação
Nascido na Cidade do México, Fernando Botero Zea é o primeiro filho do renomado artista plástico Fernando Botero e Gloria Zea, colecionadora de arte, promotora cultural e diretora por 46 anos do Museu de Arte Moderna de Bogotá, que mais tarde se tornou ministra da Cultura da Colômbia.
Seus pais se divorciaram em 1960 - apenas cinco anos depois de se casarem. Ele tem uma irmã chamada Lina, que trabalha como curadora de arte e designer de interiores, e um irmão chamado Juan Carlos, que é escritor.
Fernando Botero Zea, passou por um amplo, contínuo e cosmopolita processo de formação acadêmica. Ele estudou pela primeira vez na França. Lá obteve, em 1975, um Certificat d'Etudes Politiques (1975) no Instituto de Estudos Políticos de Paris. Ele também se formou na Universidad de los Andes (Colômbia), em Economia e Ciência Política.
Na década de 1980, cursou a Kennedy School of Business e a Kennedy School of Government, ambas na prestigiosa Universidade de Harvard. Lá ele obteve dois mestrados: Mestrado em Administração de Empresas e Mestrado em Finanças Públicas. 
Anos depois – e depois de sua passagem pela vida política na Colômbia – Botero Zea voltou à paixão pelo estudo e ao dom natural da comunicação. Assim, em 1999, concluiu o Mestrado em Jornalismo pela City University of London. E algum tempo depois – em 2016 – concluiu o Mestrado em Ciências da Felicidade, na Universidade TecMilenio, do Instituto de Tecnologia e Estudos Superiores de Monterrey.

## Professor universitário
Para compartilhar o que aprendeu e transmiti-lo às novas gerações, Botero Zea também dedicou anos de sua vida ao ensino. Foi professor universitário na Colômbia e no México, nas áreas de Política Macroeconômica e Finanças:
| Anos        | Assunto acadêmico   | Universidade                       | Cidade e País            |
| ----------- | ------------------- | ---------------------------------- | ------------------------ |
| 1989 - 1993 | Economia e Finanças | Universidade Externado da Colômbia | Bogotá, Colômbia         |
| 1983 - 1994 | Economia e Finanças | Universidade de Los Andes          | Bogotá, Colômbia         |
| 1999 - 2001 | Economia e Finanças | Universidade das Américas, A.C     | Cidade do México, México |
| 1999 - 2001 | Economia e Finanças | Universidade Ibero-Americana       | Cidade do México, México |

## Trabalhos publicados
| Ano  | Título do livro                                     | Editora                       | Cidade e País            |
| ---- | --------------------------------------------------- | ----------------------------- | ------------------------ |
| 1988 | Bogotá Descentralizado (Bogotá Descentralizada)     | Edições Cromos                | Bogotá, Colômbia         |
| 2012 | Conversaciones en la Cantina (Conversas na Cantina) | Edições Felou                 | Cidade do México, México |
| 2014 | México desde el cielo (México do céu)               | Grupo Editorial Estilo México | Cidade do México, México |

## Vida empreendedora

### Consultorias
Botero foi consultor de estratégia bancária para McKinsey & Company na Espanha; membro do conselho de administração da consultoria Bogotá Stock Exchange (Bolsa de Valores da Colômbia); consultor de produtividade empresarial para empresas como Colgate Palmolive, Xerox, Glaxo e Novartis, corretor da Compañía de Servicios Bursátiles em Bogotá. A vida empresarial de Botero Zea o manteve ocupado antes e depois de sua participação na vida política colombiana.
Após o período como servidor público, voltou a focar nos negócios, já com sede no México. A partir de 1999, foi Presidente da empresa Estrategia de Negocios, foi responsável pelo Grupo Editorial Estilo México e desde 2008 atua como Presidente da Hemisfera Capital Management. 

### Empreendimentos
Foi nessa época que fundou a Itacate de México, empresa dedicada à entrega de alimentos nutritivos e de baixo custo, como provedora de planos governamentais. No auge, Itacate entregava cerca de dois milhões de refeições por dia.
Apenas dois anos depois, em 2010 ele lançou uma empresa que ainda está no mercado hoje, chamada Bodybrite - México: uma rede de centros de tratamento de beleza com preços moderados, contratados para segmentos de classe média e média alta, que em 2021 contava com mais de 120 lojas no México e um público recorrente de 400 mil pessoas.
Dois anos depois, em 2012, a empresa expandiu sua atuação e abriu uma empresa irmã na Colômbia também chamada Bodybrite - Colômbia, onde em 2021 contava com 68 lojas e um público superior a 200 mil clientes recorrentes. Entre o México e a Colômbia, a Bodybrite oferece trabalho para cerca de 2.000 pessoas. A Bodybrite também tem operações na província chinesa de Xangai, onde outras 2.000 pessoas são empregadas pela empresa. Da mesma forma, a empresa expandiu suas operações para os Estados Unidos e Canadá.
Foi em 2014 que Botero Zea retomou no legado cultural da família  e decidiu criar a Botero-in-China, empresa encarregada de organizar a primeira exposição de Fernando Botero na China. A amostra que recolheu a obra do pai apresentada em Pequim, Xangai e Hong Kong, reuniu mais de 1,5 milhões de visitantes. Em 2021, a mesma empresa havia organizado mais de 200 conferências educacionais em 21 países.
Não só arte e tratamentos de beleza compõem o portfólio de empresas fundadas por Fernando Botero Zea. Pouco depois de estabelecer sua residência no México, em 2001 criou o Landmark Education of Mexico, focado em cursos de potencial humano. Esta empresa também viu sua expansão na Colômbia desde 2005. Entre os dois países, a Landmark ofereceu treinamento de alto nível a mais de 25.000 pessoas.
Fernando Botero Zea atualmente reside na Cidade do México, como diretor do Grupo Editorial Estilo México, que publica a revista Estilo México, be!, Espacio Corporativo, e algumas outras publicações de marcas como Peyrelongue.

## Vida politica
Fernando Botero Zea começou sua carreira política como vereador de Bogotá representando o Partido Liberal entre 1988 e 1990.
Mais tarde seria senador entre 1991 e 1993. Depois, foi eleito chefe de campanha do candidato presidencial Ernesto Samper em 1994. Quando Samper ganhou as eleições e Botero Zea foi nomeado Ministro da Defesa. Esta não foi sua primeira vez em um gabinete presidencial, já que havia passado um período como vice-ministro de Governo, de 1986 a 1988, com Virgílio Barco como presidente da república.
O interesse de Botero Zea pelos assuntos públicos tornou-se iminente desde tenra idade. Prova disso é a orientação dos seus estudos e, talvez, as conversas familiares que presenciou desde muito jovem também tenham influenciado. Seu avô materno, Germán Zea, foi embaixador da Colômbia na representação em Washington. Foi justamente essa casta e suas habilidades políticas que o definiram por um tempo como um dos favoritos do Partido Liberal Colombiano para considerálo um possível candidato à presidência.

### A campanha politica
Logo após a vitória presidencial de Samper, Andrés Pastrana, adversário de Samper e futuro sucessor, acusou Samper de ter recebido doações de campanha do Cartel de Cáli, no valor de US$ 6 milhões. O procurador-geral da Colômbia, Alfonso Valdivieso Sarmiento, liderou pessoalmente a investigação. Valdivieso é primo do falecido Luis Carlos Galán, um carismático candidato presidencial assassinado em 1989 pelo Cartel de Medellín por suas opiniões políticas. Galán favoreceu a extradição de traficantes de drogas para os Estados Unidos para serem processados.
A investigação de Valdivieso revelou conexões entre o cartel de drogas de Cali e figuras importantes da sociedade colombiana, incluindo políticos, jornalistas, atletas, militares e policiais, artistas, entre outros. Como resultado, vários políticos e membros de alto escalão do governo foram indiciados. Botero foi preso em conexão com essa investigação e acusado de conspiração para obter riqueza ilicitamente para outros. Ele cumpriu 30 meses de prisão e foi libertado em 12 de fevereiro de 1998.

### Segundo julgamento
Em 2002 foi aberto outro processo pelo furto de mais de 800 milhões de pesos destinados à mesma campanha presidencial de 1994, que foram investidos na compra de uma fazenda em Tabio, município ao norte de Bogotá. Nesse mesmo ano, a Procuradoria Geral da República o condenou a 2 anos e meio de prisão, mas o Juiz 37 da capital colombiana revogou a sentença.
Mas um ano depois, em 2003, o Conselho Superior da Magistratura (Tribunal Superior de Bogotá) reafirmou a condenação de Botero, pela qual ele disse que levaria seu caso a tribunais internacionais de justiça. No entanto, em janeiro de 2007, a Suprema Corte de Justiça da Colômbia finalmente confirmou a decisão do Tribunal Superior de Bogotá.
Em uma entrevista televisionada para o canal RCN na terça-feira, 13 de fevereiro de 2007, Botero apresentou provas de sua inocência, denunciou a perseguição política que supostamente seria a causa das decisões adversas do sistema de justiça e ofereceu detalhes até então desconhecidos.
Em 2009, a Câmara Criminal do Tribunal Superior de Bogotá concedeu-lhe o benefício da liberdade condicional, depois que Botero pagou uma multa. Este tribunal solicitou à Procuradoria Geral da República a suspensão de seu mandado de prisão, permitindo assim que Botero ingressasse novamente na Colômbia após sua permanência contínua no México por 11 anos. A partir desse momento, dedicou seu tempo pessoal e profissional a passar algumas temporadas no México e outras na Colômbia.

## Vida pessoal
Botero casou-se com María Elvira Quintana em 1988. Eles tiveram dois filhos: Fernando Botero Quintana e Felipe Botero Quintana. Botero também tem uma filha: Camila Botero Llano, de um relacionamento anterior. Em 1999 Botero casou-se com María Inés Londoño Reyes, filha de Fernando Londoño Henao (um dos co-fundadores da Caracol Radio e Caracol Television). María Inés tem 3 filhas de seu casamento anterior.
Botero Zea é um ávido atleta e entusiasta de esportes radicais. Entre os esportes que pratica estão boxe, artes marciais mistas, tênis, equitação, motocross, esqui, mergulho, parapente, paramotor, vela, montanhismo e escalada.
Seguindo o legado de Gloria Zea - que foi uma importante promotora do desenvolvimento da ópera em seu país -, Fernando Botero Zea é, desde a morte de sua mãe em 2019, um patrocinador regular da ópera na Colômbia.